# Tyrsky
Tyrsky (T 3) était une vedette-torpilleur de classe Taisto des forces maritimes finlandaises.
Elle est désormais navire musée de la collection du Forum Marinum à Turku.

## Construction
Le navire a été construit par Turun Veneveistämö – Åbo Båtvarf à Turku en 1943 et a été conçu par l'ingénieur Jarl Lindblom selon des modèles italiens. Il a repensé le type de navire en termes de sous-structure pour améliorer la navigabilité sans compromettre la vitesse, et le résultat a dépassé les attentes.

## Service
Le 15 septembre 1944, Tyrsky a pris part à la bataille de Suursaari (Opération Tanne Ost), attaquant la division de débarquement allemande et endommageant un navire allemand de classe M. 
Le navire a été converti en canot à moteur en 1949 conformément au Traité de paix de Paris. Il a été vendu aux enchères en 1964 en tant que navire musée, car il était apparemment dans le meilleur état des huit navires de sa catégorie. Bien que le navire ait été retiré du service, aucune modification majeure n'y a été apportée, seul l'équipement a été démantelé. La réhabilitation du navire a été planifiée à plusieurs reprises au cours des années, mais aucun travail n'a été entrepris. Ce n'est qu'à la fin de 2004 que sa rénovation a commencé, et il a été décidé de remettre à neuf le navire à son équipement de 1944. Aujourd'hui, il fait partie des collections du Forum Marinum. 
Les autres torpilleurs de classe Taisto étaient Tarmo, Taisto, Tuima, Tuisku et Tuuli , ainsi que Taisto 7 et Taisto 8, qui ont été achevés après la guerre.

## Galerie

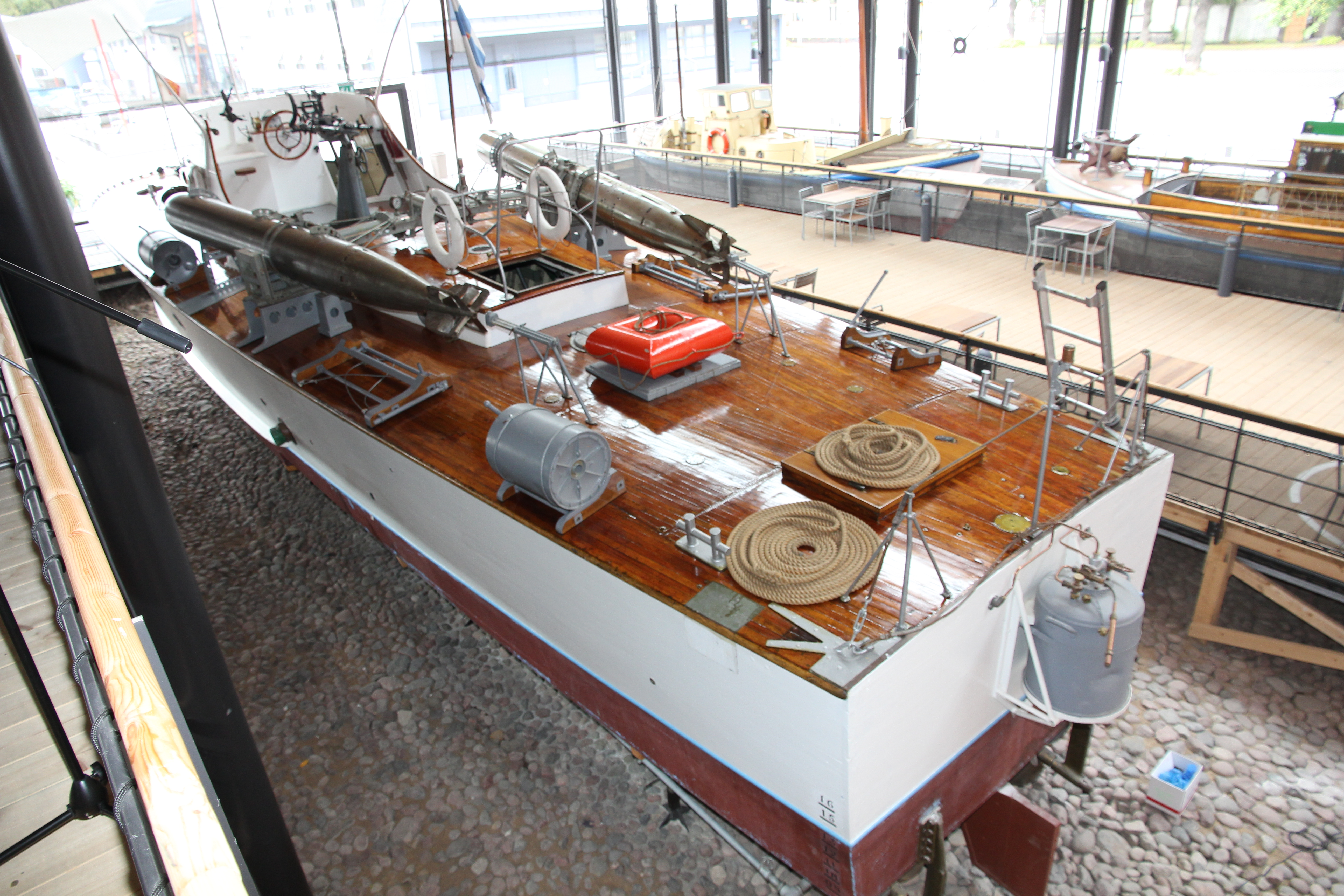
Tyrsky au Forum Marinum
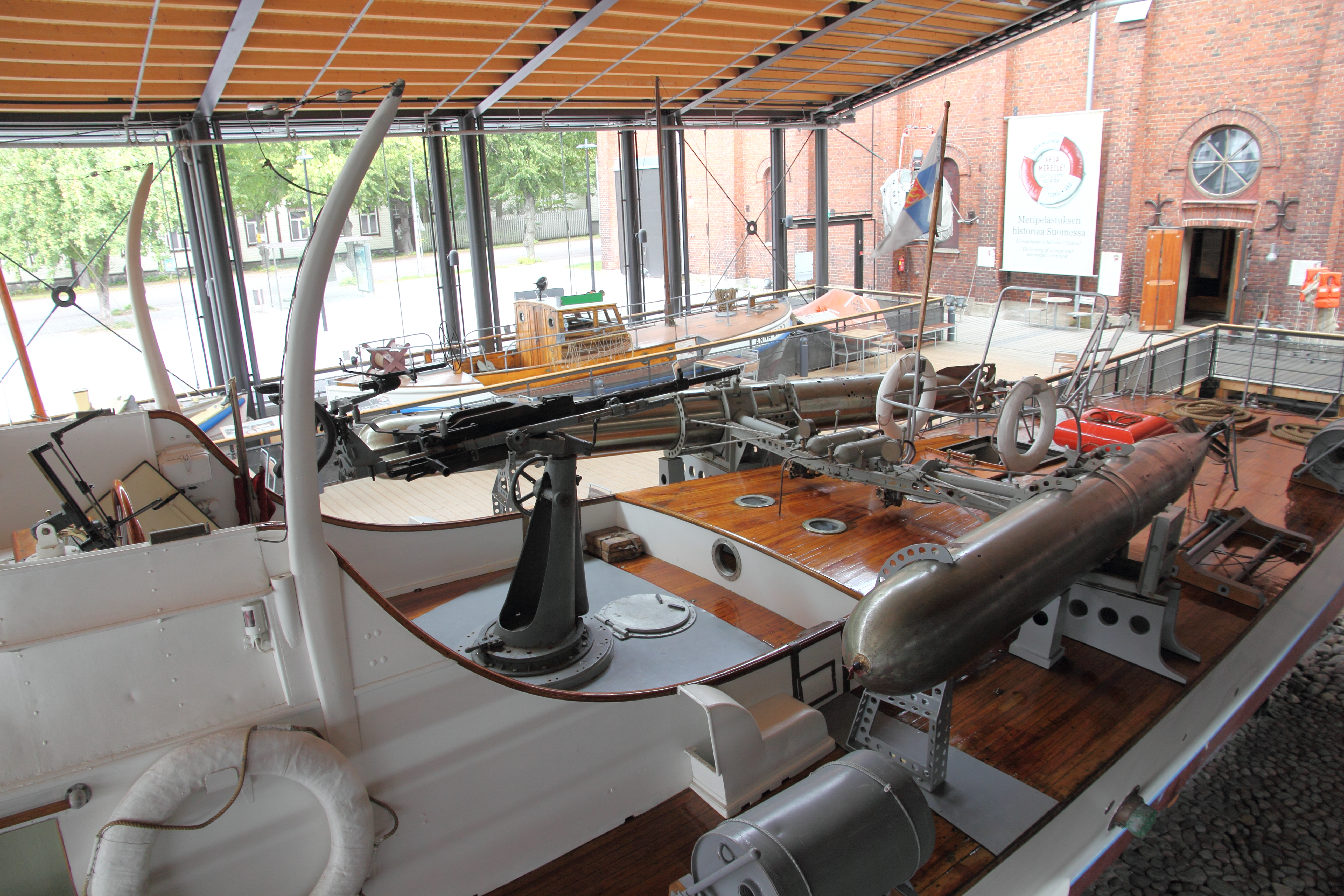
Torpilles et canon Madsen de 20 mm
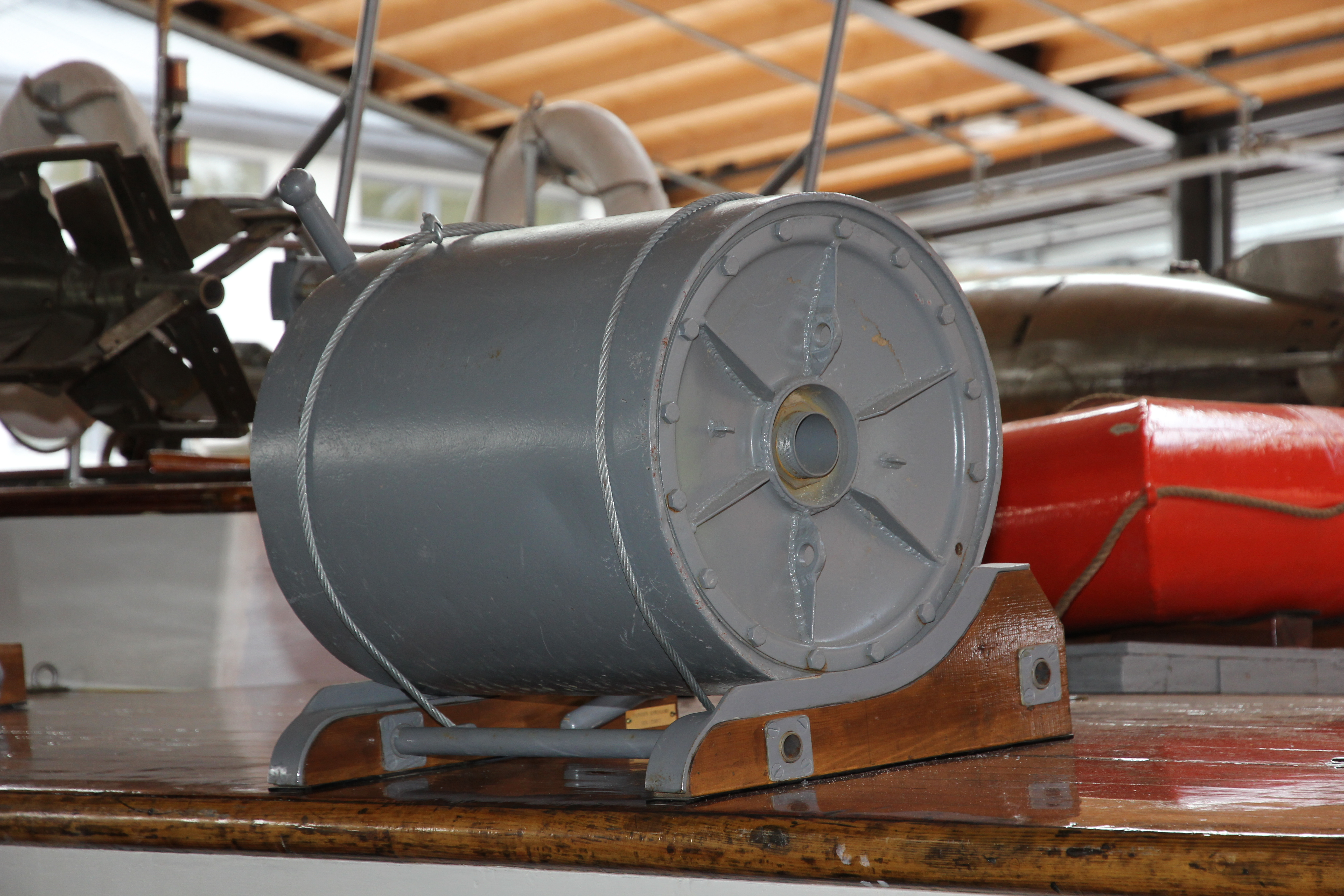
Grenade anti-sous-marine